# Pauselijke Commissie voor Latijns-Amerika
De Pauselijke Commissie voor Latijns-Amerika is een instelling van de Romeinse Curie. De commissie werd op 19 april 1958 in het leven geroepen door paus Pius XII en heeft tot taak het ondersteunen van de Kerk in Latijns-Amerika alsmede het verrichten van onderzoek naar de omstandigheden waarin de Kerk in dat gebied functioneert en hierover naar bevind van zaken te rapporteren. De commissie ressorteert onder het dicasterie voor de Bisschoppen, waarvan de prefect tevens, ambtshalve, voorzitter is van de commissie voor Latijns-Amerika. Doel en taakstelling van de commissie zijn door paus Johannes Paulus II in 1988 vastgelegd in de apostolische constitutie Pastor Bonus..